# Joodmonobromide
Joodmonobromide is een anorganische verbinding, een interhalogeen, met de chemische formule {\displaystyle {\ce {IBr}}}. Bij kamertemperatuur is het een donker rode, vaste stof. Net als joodmonochloride wordt {\displaystyle {\ce {IBr}}} gebruikt in de  jodometrie en soms als reagens voor bromering. Het fungeert als een bron van I+. Het is als Lewiszuur vergelijkbaar met {\displaystyle {\ce {ICl}}} en {\displaystyle {\ce {I2}}}. Het kan charge-transfer complexen vormen met Lewisbasen.

## Synthese
Joodmonobromide wordt gevormd in de reactie tussen jood en broom:
{\displaystyle {\ce {I2\ +\ Br2\ ->\ 2IBr}}}